# Kết tinh

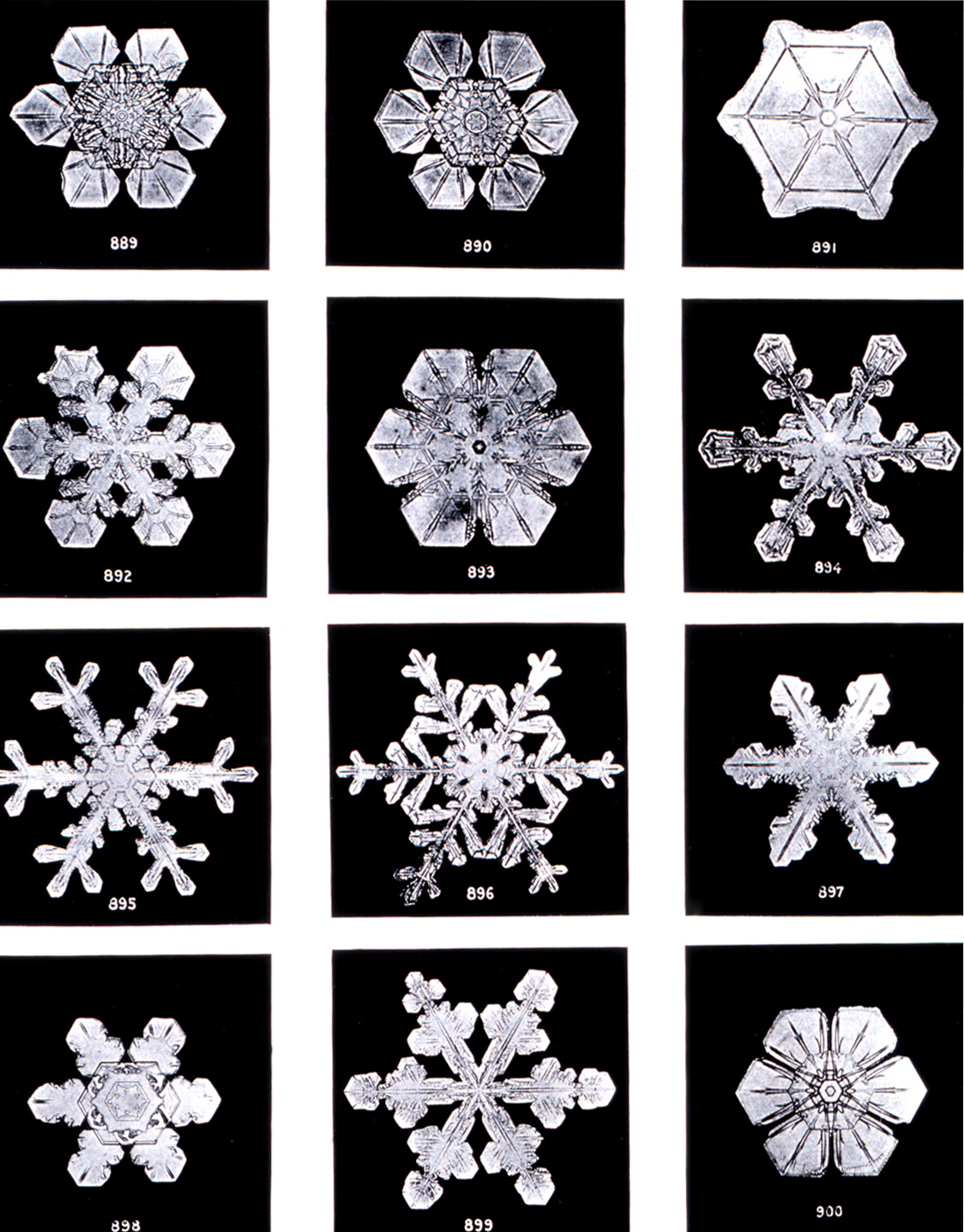
Bông tuyết là ví dụ nổi tiếng về sự kết tinh. Sự khác biệt xảy ra trong quá trình tăng trưởng tinh thế dẫn đến các dạng hình học khác nhau.

Kết tinh (tiếng Anh: crystallization) là một quá trình tự nhiên hoặc nhân tạo khiến hình thành một thể rắn mà trong đó các nguyên tử hoặc phân tử được tổ chức thành một cấu trúc gọi là tinh thể. Có nhiều cách hình thành tinh thể, chẳng hạn khi có sự kết tủa trong dung dịch, khi có sự đông đặc hoặc hiếm gặp hơn nữa là khi diễn ra sự lắng đọng trực tiếp của chất khí. Các thuộc tính của tinh thể phụ thuộc phần lớn vào những yếu tố như nhiệt độ, áp suất không khí và trong trường hợp tinh thể lỏng thì là thời gian chất lỏng bay hơi.
Kết tinh xảy ra theo hai bước chính. Bước đầu tiên là tạo mầm (nucleation), đó là sự xuất hiện của pha tinh thể từ một chất lỏng siêu lạnh hoặc một dung môi siêu bão hòa. Bước thứ hai là tăng trưởng tinh thể (crystal growth), đó là sự gia tăng kích thước của các hạt và tiến đến trạng thái tinh thể. Một đặc điểm quan trọng ở bước này là các hạt cấu kết lỏng lẻo tạo thành các lớp ở bề mặt tinh thể, lấp vào các lỗ hay vết nứt.
Phần lớn các loại khoáng chất và hợp chất hữu cơ kết tinh một cách dễ dàng; các tinh thể thu được thường có chất lượng tốt, tức là hầu như không nhìn thấy tì vết. Tuy nhiên, các phân tử sinh học kích thước lớn hơn, chẳng hạn như protein, thường rất khó kết tinh. Tính dễ dàng kết tinh phụ thuộc nhiều vào cường độ của các lực nguyên tử (trường hợp chất khoáng), các lực liên phân tử (trường hợp là chất hữu cơ và sinh hóa) hoặc các lực nội phân tử (trường hợp các chất sinh hóa).
Kết tinh cũng là một kỹ thuật hóa học để tách chất rắn với chất lỏng, theo đó sẽ chuyển khối lượng lớn chất tan từ dung dịch lỏng sang trạng thái tinh thể rắn nguyên chất. Quá trình này sẽ được thực hiện trong thiết bị kết tinh. Kết tinh có liên quan đến sự kết tủa, mặc dù kết quả cho ra không phải là ở dạng vô định hình hoặc hỗn loạn, mà là trạng thái tinh thể.
Có hai loại kết tinh: loại thứ nhất là muối hình thành từ sự kết hợp của cation và anion, ví dụ muối natri axetat; loại thứ hai là loại trung hòa, chẳng hạn menthol.